# لشکر دهم پیاده‌نظام (ورماخت)
لشکر دهم پیاده‌نظام (به آلمانی: 10. Infanterie-Division) یکی از لشکرهای پیاده‌نظام نیروی زمینی آلمان در دوره رایش سوم بود که در جنگ جهانی دوم به عملیات پرداخت.

## سازمان
- یگان‌های بسیج‌شده لشکر در موج نخست در ۲۶ اوت سال ۱۹۳۹:[۱]
  - هنگ ۲۰ پیاده‌نظام
  - هنگ ۴۱ پیاده‌نظام
  - هنگ ۸۵ پیاده‌نظام
  - هنگ ۱۰ توپخانه
  - گردان ۱ هنگ ۴۶ توپخانه
  - یگان‌های ۱۰ پشتیبانی لشکر
- سازمان لشکر بلافاصله پیش از تهاجم به لهستان، اواخر تابستان ۱۹۳۹:[۱]

| - - یگان ۱۰ نقشه‌برداری موتوریزه - دسته ۱۰ پیام‌رسان موتورسوار - هنگ ۲۰ پیاده‌نظام: - ۱ دسته مخابرات - ۳ گردان پیاده‌نظام - هر یک: - ۳ گروهان پیاده‌نظام - ۱ گروهان مسلسل - ۱ گروهان توپ پیاده‌نظام - ۱ گروهان ضدتانک موتوریزه - ۱ دسته شناسایی سواره - ۱ ستون تدارکات پیاده‌نظام سبک - هنگ ۴۱ پیاده‌نظام: - همانند هنگ ۲۰ پیاده‌نظام - هنگ ۸۵ پیاده‌نظام: - همانند هنگ ۲۰ پیاده‌نظام | - - هنگ ۱۰ توپخانه: - ۳ گردان توپخانه سبک - هر یک: - ۳ آتشبار سبک - گردان ۱ هنگ ۴۶ توپخانه: - ۳ آتشبار سنگین - گردان ۱۰ دیده‌بان توپخانه - گردان ۱۰ ضدتانک: - ۱ دسته مخابرات موتوریزه - ۳ گروهان ضد تانک موتوریزه - ۱ گردان مسلسل سنگین | - - گردان ۱۰ شناسایی: - ۱ دسته مخابرات بخشی‌موتوریزه - ۱ گروهان دوچرخه‌سوار - ۱ گروهان سواره - ۱ گروهان شناسایی موتوریزه: - ۱ گروه توپ پیاده‌نظام - ۱ گروه خودروی زرهی - ۱ دسته ضدتانک - گردان ۱۰ جایگزینی - ۳ گروهان - گردان ۷۶ مخابرات: - ۱ گروهان تلفن بخشی‌موتریزه - ۱ گروهان رادیو موتوریزه - ۱ ستون تدارکات مخابرات موتوریزه | - - گردان ۸۸ مهندسی: - ۱ گروهان مهندسی موتوریزه - ۲ گروهان مهندسی - ۱ ستون تدارکات مهندسی موتوریزه - نیروهای ۱۰ تدارکاتی لشکر: - ۸ ستون سبک تدارکات - ۲ ستون سبک سوخت موتوریزه - گروهان تعمیرات موتوریزه - گروهان تدارکات موتوریزه - امور اداری لشکر - نانوایی صحرایی موتوریزه - گروهان قصابی موتوریزه - گردان بهداری - گردان بهداری موتوریزه - بیمارستان صحرایی موتوریزه - ۲ گروهان آمبولانس - گروهان دامپزشکی - یگان پلیس نظامی موتوریزه - دفتر پست صحرایی موتوریزه |

## کتابشناسی
- Nafziger, George (2000). The German Order of Battle: Infantry In World War II. STACKPOLE BOOKS. ISBN 1-85367-393-5.